# Aspidoscelis marmorata
O lagarto marmoreado  (Aspidoscelis marmorata) é uma espécie de rabo de chicote que vive nos Estados Unidos da América (Novo México e Texas) e no norte do México (Coahuila, Chihuahua e Durango).
Em 1852 foi classificada como uma espécie independente, Cnemidophorus marmoratus. em 1950 tornou-se uma subespécie de Aspidoscelis tigris. Mas em 2002 foi reclassificada como Aspidoscelis marmorata.

## Descrição
nasce com 8-12 polegares. É cinza ou preto, com 4 a 8 listras amareladas. Muitas vezes tem manchas escuras, dando-lhe uma aparência marmoreada. A barriga é clara e a garganta é pêssego. São lagartos magros, com uma cauda longa e fina, daí o nome "rabo de chicote".

## Comportamento
É diurno e insetívoro. Gosta de locais semi-áridos com algumas plantas. Se reproduz na Primavera e põe até 4 ovos.

## Subespécies
Existem duas subespécies reconhecidas de A. marmorata, A. marmorata marmorata e A. marmorata reticuloriens

## Sinônimos taxonômicos
- Cnemidophorus marmoratus (Baird & Girard, 1852)
- Cnemidophorus marmoratus marmoratus (Baird & Girard, 1852)
- Cnemidophorus tigris marmoratus (Burger, 1950)
- ?Aspidoscelis tigris (Reed et al, 2002)